# Kocsó Gábor
Kocsó Gábor (Budapest, 1958. július 31. –) magyar színész.

## Élete
1982–1986 között a Színház- és Filmművészeti Főiskola hallgatója volt. 1986-tól öt évet a szolnoki Szigligeti Színházban töltött el. 1991–1994 között a Független Színpad tagja volt. 1994–1997 között a Budapesti Kamaraszínházban lépett fel, majd 2009-ig a Radnóti Színház tagja volt.

## Színházi művei
- Magányos varjú a jégen (1988)

## Színházi szerepei
A Színházi adattárban regisztrált bemutatóinak száma: 87. Ugyanitt hét színházi fotón is látható.
| - Füst Milán: Negyedik Henrik király....Gottfried - McCoy: A lovakat lelövik, ugye?.... - Molière: Don Juan, avagy a Kőszobor lakomája.... - Graves: Én, Claudius....Gemellus - Greene: Akiért a harang giling-galang....Idegen - Foster: Tom Paine avagy a józan ész diadala.... - Čapek: A végzetes szerelem játéka....Brighella - Jarry: Übü király....Boleszláv királyf; Übü mama töstére; Matróz - Kleist: Amphitryon.... - Molière: Képzelt beteg....Argan - William Shakespeare: Coriolanus.... - Molière: Sganarelle, vagy a képzelt szarvak....Gorgibus - Molière: Kullancsok....Damis - Gray: A dolgok menete....Nick - Simon: Furcsa pár....Murray - Mark Twain: Koldus és királyfi....Hertford lord - Katona József: Bánk bán....Simon bán - Schwajda György: Lúdas Matyi....Doktor elvtárs - Spiró-Márton: A kínkastély....Kozmian - Paszternak: Doktor Zsivago....Misa Gordon - William Shakespeare: III. Richárd....Bourchier bíboros - Harsányi-Kocsó: Magányos varjú a jégen.... - Carlo Goldoni: A hazug....Florindo - Molnár Ferenc: Az üvegcipő....Rendőrtanácsos - Nagy Karola: C. kisasszony szenvedélye....Philippe - William Shakespeare: Antonius és Kleopátra.... - Kafka: A kastély....Jeremiás - Ghelderode: A titkok kapujában....Fagot - William Shakespeare: Ahogy tetszik....Le Beau - Schwajda György: Ballada a 30l-es parcella bolondjáról....A cvikkeres - Mérimée: Carmen....Őrvezető - Petőfi Sándor: A helység kalapácsa....Gombóc Mihály - Ibsen: A vadkacsa....Flor - An-Ski: Dybuk....Manassze - Szophoklész: Oidipusz király....Teiresias; Hírnök - Molière: Tartuffe....Lojális úr - William Shakespeare: Szentivánéji állomás....Zuboly - Németh Ákos: Müller táncosai....Menedzser - Hare: Vissza a fegyverekhez....Rendőr; Hordár - Sebő Ferenc: Pikkó hertzeg és Jutka Perzsi....Dadagó - Márton László: Awakum.... - Kleist: A Schroffenstein család avagy a Bosszú....Theistiner - Ibsen: Peer Gynt....Utas; Dovre király; V. Eberkopf; Begriffenfeldt; Gomböntő - William Shakespeare: A makrancos hölgy....Selyma Kristóf | - Halász-Kristóf: Handa banda....Sam - Márton-Gozsdu: Lepkék a kalapon....Dahó Sámuel - Carlo Goldoni: Chioggiai csetepaté....Jegyző - Feydeau: Osztrigás Mici....Montgicourt - Fábri Péter: Az élő álarc....1. polgár - Csehov: Ványa bácsi....Tyelegin; Ilja Iljics; elszegényedett földbirtokos - Mándy-Valló: Régi idők mozija....1. Férfi - Calderón de la Barca: VIII. Henrik....Dionis - Caragiale: Zűrzavaros éjszaka....Nae Ipingescu - Brecht: Rettegés és ínség.... - Osztrovszkij: Erdő....Milonov - Mayenburg: Lángarc....Paul - Móricz Zsigmond: Rokonok....Péterfy dr. - William Shakespeare: Athéni Timon....Flavius - Jonson: Volpone....1. bíró - Hauptmann: Patkányok....Quaquaro - Füst-Darvasi: Störr kapitány....Don Pipo - Molnár Ferenc: Az ördög....András - Jahnn: Medea....A fiatalabb fiú - Langer: A negyedik kapu.... - Wilde: Az ideális férj....Phipps - Büchner: A létező....Orvos - Büchner: Woyzeck....Orvos - Glowacki: Negyedik nővér....John Freeman - Pirandello: IV. Henrik....Dionisio Genoni - Carlo Goldoni: Karneválvégi éjszaka....Lazzaro - Molnár Ferenc: Riviera....Balla - Krleža: Szentistvánnapi búcsú.... - Gavault-Charvay: A csodagyermek....Lescalopier - Wilde: Bunbury....Lane - William Shakespeare: II. Richárd....Thomas Mowbray; Norfolk hercege; Ross; Sir Pierce of Exton; Sir Stephen Scroop - Bereményi-Kovács: Apacsok....Hadnagy - Presznyakov: Padlószőnyeg....Hulla - Egressy Zoltán: Az Isten lába....Gajdar - Egressy Zoltán: Nyár utca, nem megy tovább....Fel- és leszálló utas - Vian: Mindenkit megnyúzunk....Szomszéd - Victor Hugo: A királyasszony lovagja (Ruy Blas)....Don Guritan - Marlowe: Dr. Faustus....Lucifer - Camus: Caligula....I. patrícius - Hampton: Teljes napfogyatkozás....Mauté de Fleurville |

## Filmjei
| - A halálraítélt (1989) - Nyomkereső (1993) - Caligula (1996) - A bűvész (1996) - Túl az életen (1997) - Ámbár tanár úr (1998) - Az alkimista és a szűz (1999) - Paszport (2001) - Ébrenjárók (2002) - Állítsátok meg Terézanyut! (2004) - Le a fejjel! (2005) - Dolina (2007) - Zimmer Feri 2. (2010) - Isztambul (2011) - Dumapárbaj (2014) | - Békestratégia (1985) - Kisváros (1995-2000) - Éretlenek (1995) - Az öt zsaru (1998) - Lili (2003) - Géniusz, az alkimista (2010) - Apacsok (2010) - …a szomszéd tehene (2024) |

## Szinkronszerepei
- Aki legyőzte Al Caponét: Oscar Wallace – Charles Martin Smith
- Nem vagyunk már ugyanazok: Jerry – Chris Bauer

## Külső hivatkozások
- Kocsó Gábor a PORT.hu-n (magyarul)
- Kocsó Gábor az Internetes Szinkronadatbázisban (magyarul)
- Kocsó Gábor az Internet Movie Database-ben (angolul)
- 2009-es életrajza a Radnóti Színház honlapján